# 2520 Novorosszijszk
A 2520 Novorosszijszk (ideiglenes jelöléssel 1976 QF1) a Naprendszer kisbolygóövében található aszteroida. Nyikolaj Sztyepanovics Csernih fedezte fel 1976. augusztus 26-án.